# Pavilhão João Rocha
Pavilhão João Rocha este arena sportivă a clubului Sporting CP. Este situată în Lisabona și are o capacitate de 3.000 de spectatori. A fost deschisă pe 21 iunie 2017.